# 野生動物管理
野生動物管理（やせいどうぶつかんり）または野生動物管理学（やせいどうぶつかんりがく、英: Wildlife Management）とは、野生動物と人間の軋轢を解消し、共存を実現するための試みのこと。生物学の応用的な研究分野の一つでもある。

## 概要
資源として見た場合、野生動物は鉱物や石油などの天然資源と異なり、絶滅さえしなければ再生可能な資源とされる。よって、適切な管理により野生動物の保全と利用を両立することが理論上可能である。また、野生動物管理は生物の絶滅を防ぐという目的だけでなく、鳥獣被害や外来種問題などの野生動物と人間との軋轢を調整することも対象としている。そのためには、野生動物の分布や行動、個体数、生物間の相互作用を研究する自然科学のほか、政策や環境教育などの社会科学的取り組みが必要となる。
野生動物管理に関する知識と技術を有する専門家は野生動物管理者（ワイルドライフマネージャー）と呼ばれる。しかし、実際の現場では、野生動物や自然環境に関係する研究者、公務員、民間企業・団体、獣医師、狩猟者（ハンター）が部分的に携わることが多い。

## 定義
野生動物管理の実態は名称の誤解しやすさもあって理解されていないといわれている。「管理（management）」という用語には一般に“支配”や“統制”という意味もあるが、野生動物管理では“巧みに対処する”や“上手に付き合う”という意味合いをもたせている。「管理（management）」と類似した意味を持つ言葉として、「保全（conservation）」や「保護（protection）」、「保存（preservation）」があり、保全は持続的利用を前提にするが、保護や保存は利用自体を前提にはしていないという違いがあるものの、管理を含めて混同して扱われており整理はされていない。現代の野生動物管理は、手つかずの原生自然に生息する野生動物は保護し、人の手が入りバランスの乱れた野生動物は保全し、破壊され消失した野生動物は復元・再生するという、生態系全体を考慮して臨機応変に対処する複合的な分野となっている。価値観に注目して野生動物管理を「人間と野生動物、生息地の相互関係に意図的に影響を与え、利害関係者にとって価値のある効果を達成するための意思決定プロセスと実践のガイドライン」と定義する意見もある。
日本ではwildlife managementを野生動物管理ではなく野生動物保護管理と和訳することがあり、行政用語でとくに用いられる。「野生動物保護管理」という用語が最初に使われ始めた時期ははっきりしていない。単純に「管理」と訳さない理由としては、保護と管理が対立概念として認識される中で、「管理」という言葉の印象の悪さが影響しているとされる。また、駆除などの個体数調整ばかりが強調されがちな日本の風潮を考慮し原義を意識して和訳せずにワイルドライフ・マネジメントと表記される場合も見受けられる。こうした和訳の難しさも誤解と混乱を生み出す要因となり、日本では2000年代になっても一般に正しく認知されているとはいえない用語となっている。

## 歴史

### 乱獲と絶滅

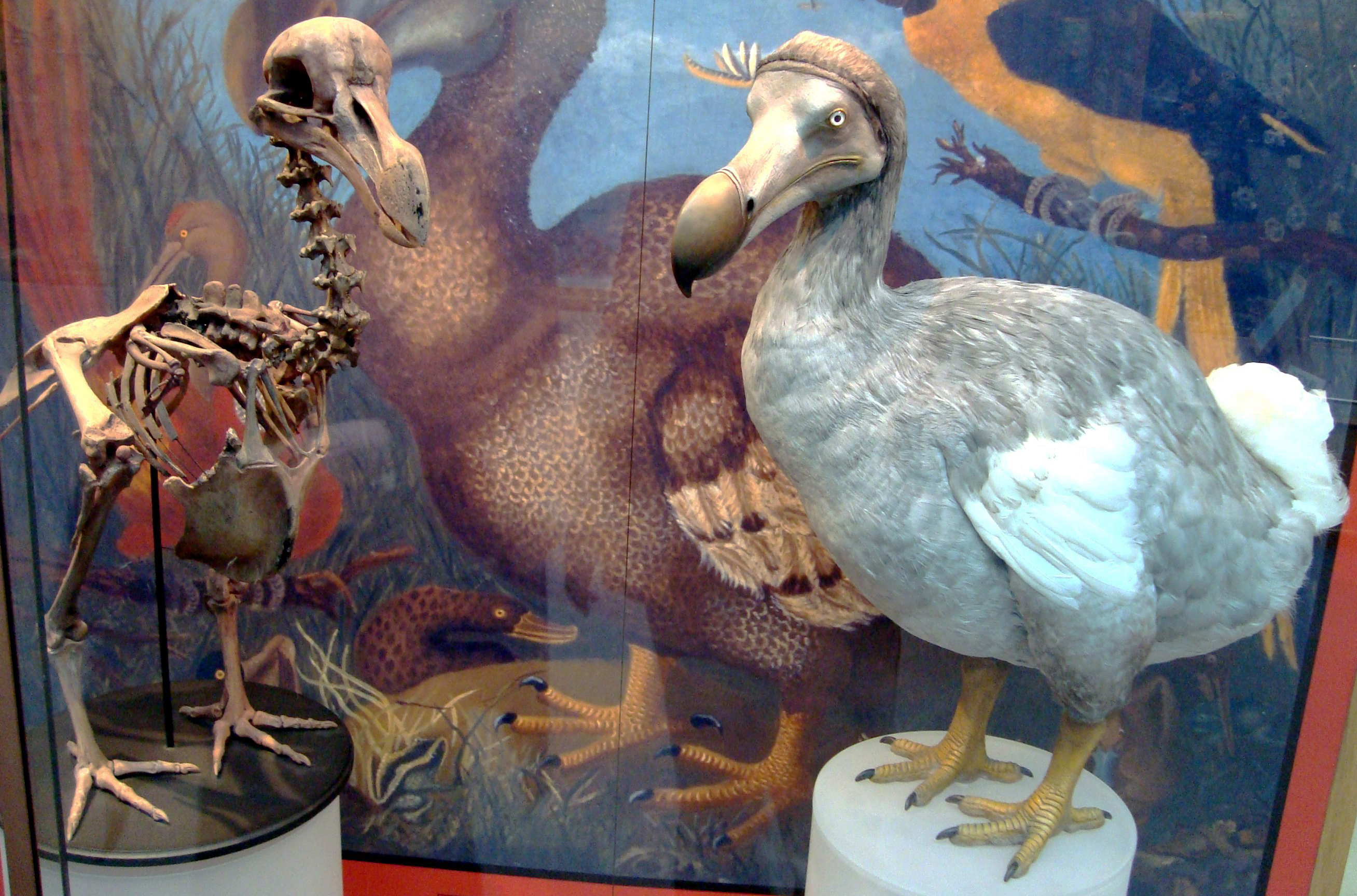
入植者の乱獲により発見から2世紀も経たずして絶滅したドードー。

人類は歴史の中で野生動物を含めた自然資源を常に利用してきた。とくに17世紀から世界規模の戦争が勃発した20世紀前半までの人類は経済発展の名のもとに自然環境を開発し、自然資源を大量に浪費していった。この時代の人間社会は、自然資源は無尽蔵に存在し、枯渇・消失することはまず有り得ないと認識していた。そうした人間中心的な思想のもと乱開発や乱獲が相次いで行われた結果、自然環境は荒廃し公害が発生した。野生動物にも影響はおよび、多くの野生動物が数を減らし、なかには絶滅したものもいた。食用や毛皮目的の狩猟による乱獲や有害駆除などの理由で17世紀後半にはドードーやオーロックス、18世紀にはステラーダイカイギュウ、19世紀にはクアッガやオオウミガラス、20世紀初めにはリョコウバトやニホンオオカミ、フクロオオカミなどが次々と絶滅した。

### 狩猟管理学の誕生
20世紀前半に野生動物の絶滅に代表される自然環境破壊が問題視されるようになると、野生動物を含めた資源を維持しようとする思想が生まれ始めた。アメリカ合衆国農務省林野局の初代長官ギフォード・ピンショーは適切な利用のための保護を意味する「保全（conservation）」という言葉を造り出し、当時の森林利用の在り方に一石を投じた。この考えはハンターでもあった第26代アメリカ大統領セオドア・ルーズベルトの賢明な利用という持続的な資源利用を進める政治的動きに内包され、森林だけでなく狩猟などの野生動物の利用にも影響を与えた。野生動物管理が科学としての基盤を形成したのは、このピンショーのもとで働いていたアルド・レオポルドが1933年に著した『Game Management』でのことである。彼は狩猟動物の安定的な利用のために猟期や猟区などの設定、禁猟や保護などの施策を体系化し、環境収容力といった生態学の概念も加えて新たな応用科学を創り上げた。レオポルドが提唱した「管理（management）」という概念は狩猟動物を対象としたものであったが、1937年にアメリカ野生動物学会により創刊された学術誌『Journal of Wildlife Management』では、野生動物管理は狩猟動物のみを対象としたものではないと明言された。しかし、この時点では狩猟動物管理の概念がさまざまな野生生物に広がっていくことはなかった。

### 主義・思想の激動期
科学的な野生動物管理がアメリカで初めて提唱された1930年代から数十年間、世界中ではなおも乱獲される野生動物もいれば、手厚く保護される野生動物も存在した。さらに、持続的な野生動物の利用を前提とした「保全」や「管理」と、原生自然に生きる野生動物を人間の利用から守る「保護」や「保存」が対立するようになり始めた。自然保護団体シエラクラブの創設者であるジョン・ミューアは精神主義や神秘主義のもと野生動物の「保存」を推し進めた。ときに情緒的で感情論に終始する場合もある「保護」を避ける動きもあり、1948年には当時の国際自然保護連合は組織名をIUPN（International Union for Protection of Nature）からIUCN（International Union for Conservation of Nature and Natural Resources）へ改称した。一方で、野生動物管理の試みは必ずしも成功しているというわけではなかった。相変わらず狩猟動物だけを対象とした管理が横行し、狩猟動物を捕食する動物や人間に害を与える動物、狩猟動物として魅力の高い動物を優先的に殺した結果、シカ類などの一部の野生動物は個体数を爆発的に増やし、アメリカバイソンやオオカミなどは絶滅が危惧されるまでに数を減らした。こうした狩猟者の利益しか考えていない未成熟な野生動物管理に対して、人間中心的な功利主義と捉えて批判する声が上がった。野生動物管理学の提唱者であるレオポルドでさえも1949年に出版した晩年の著書『Sand County Almanac』にて「野生動物の数を人間が管理できるという傲慢な考え方は間違っていた」と述べ、この時点での野生動物管理の失敗を象徴するものとなった。しかし、レオポルドは野生動物管理を完全に否定したわけでなく、共同体として敬意を払う土地倫理の思想を生み出し、倫理観をともなった新たな管理を期待したのであった。1970年代には提唱されたディープエコロジーでは人間の利益に縛られた野生動物管理はシャローエコロジーとされ、改善が強く求められた。レオポルドが提起した倫理観は野生動物管理に欠けていた要素のひとつであり、この思想はのちに環境倫理学へと発展し、野生動物管理を含む自然保護活動に大きな影響を与えた。また、この倫理は自然の権利、さらには動物の権利という新しい思想を生み出すこととなり、野生動物管理と激しく対立することになった。動物の権利主義者は野生動物に苦痛を与えたり、殺したり、捕獲・管理する行為を一切認めず、動物の解放を目指してより過激な行動をとるものも現れた。例として、1970年～1980年代に続々設立された動物解放戦線やアースファースト!、シーシェパードといった組織は野生動物管理に関係する組織や人間も攻撃対象とし、破壊活動や暴力的手段をとった。こうした野生動物管理への反対活動は現代でも続いている。

### 野生動物管理の新たな局面

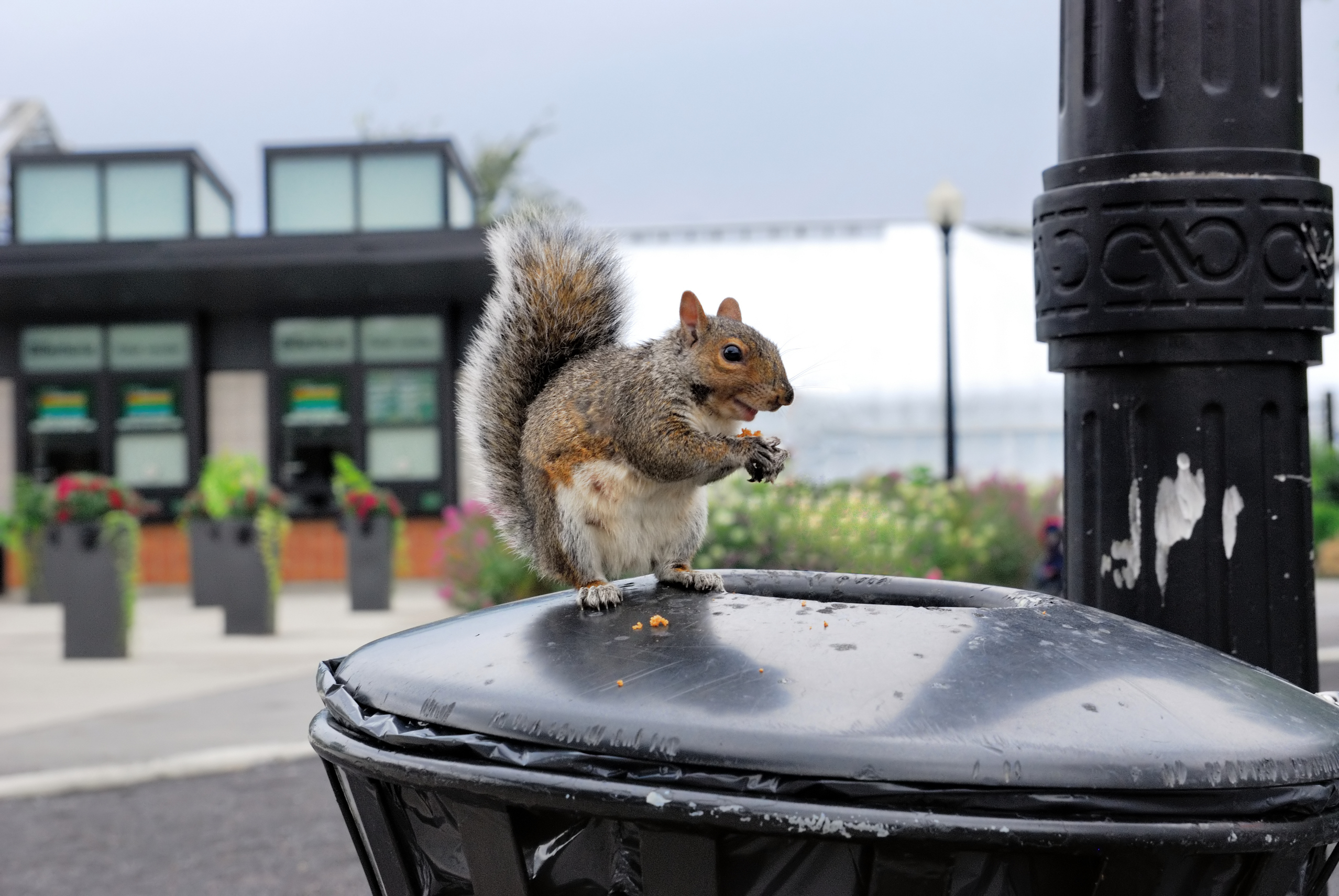
ゴミ箱で餌を漁るトウブハイイロリス（モントリオール）。20世紀以降、都市環境に進出した野生動物が多くみられるようになった。

主に欧米で発展・確立した野生動物管理はアジアやアフリカなど世界の他地域にも拡大した。
20世紀後半から21世紀にかけて人間と野生動物との関係が複雑化したことで、野生動物管理の対象は狩猟動物の個体数だけでなく多種多様な野生動物種に拡大し、その目的も保全や保護を内包した複合的なものへと変わっていった。野生動物は人間によって絶滅の危機に追い込まれる被害者としての側面だけでなく、人間に対して大きな社会的・経済的被害を与える加害者の側面も注目され始めた。世界中で野生動物は農林業被害や人身被害、感染症の媒介、交通事故などに代表される人間との軋轢によって莫大な被害を引き起こしており、野生動物被害管理の重要性が増している。他に、人間にも自然生態系にも悪影響を与える外来種の存在は、被害者や加害者という二者択一の枠に収まらない問題を提起し、野生動物管理の在り方はリスクをいかにして予防・低減・代償するかを計画的に議論する形に修正された。単一の野生動物の種を中心に据えた管理のほかに、森林や湿原などある一定範囲の景観や生息地を基準とした生態系管理の重要性も認識されている。とくに近年ではこうした対象となる景観の範囲は、都市などの従来は野生動物の生息地としてみなされてこなかった人工的環境にも及ぶようになった。
管理の対象は野生動物や自然環境のみにとどまらず、被害を認識する人間の行動や価値観の管理に視点を置いた人間事象（human dimensions）という要素も注目を集めている。
近年の野生動物管理の発展の背景には分類学、生態学、動物行動学、遺伝学、獣医学といった分野の勃興・参入にともなう生物関連科学の進歩も大きく貢献している。これらの科学的知識や技術をもとにした目標の設定・計画の策定・モニタリングに基づいた仮説検証型のフィードバック管理（順応的管理）は客観的な野生動物管理を実現するうえで最適とされる。

## 日本
日本では欧米と同様の狩猟の大衆化が明治時代に起こり、野生動物が激減した。当時は鳥獣被害に対しても散発的な駆除で対応していたため、野生動物管理の仕組みは存在しなかった。1970年代から1980年代にかけて学会にて野生動物管理の必要性が提案され始めたが、研究者の間でも「保護」か「管理」かの基本的な方向性や視点をめぐって論争が行われていた。本格的に欧米の野生動物管理の概念が導入されたのは1990年代である。1990年代には、ニホンジカやイノシシなどの野生動物による農林業被害の深刻化にともない、科学的な保護管理へ方針が転換された。1999年には『鳥獣の保護及び狩猟の適正化に関する法律』を改正し、特定鳥獣保護管理計画が創設された。その後、2014年に同法がさらに改正されて「管理」の視点がより強くなり、法律名も『鳥獣の保護及び管理並びに狩猟の適正化に関する法律』となった。また、従来から日本で野生動物管理を担ってきたのは狩猟者であったが、少子高齢化等により狩猟者が激減したため、新たな野生動物管理の専門家の育成が求められている。

## 手法と技術
個体数推定（センサス）は野生動物管理にとって欠かせないもので、追い出しカウント、ライントランセクト、標識再捕獲法など個体数を推定するさまざまな手法がある。しかし、ある自然環境内にどれくらいの対象動物が実際に存在するのかを推定することは困難を極める。よって、個体数管理では絶対的指数よりも相対的指数を重視し、ベイズ法などの統計学的手法を用いて不確実性を考慮している。こうして推定された個体数と繁殖率や死亡率に基づく自然増加率などを組み合わせることで、絶滅することなく安定的に存続できる個体数（最小存続可能個体数）や駆除できる個体数（生物学的潜在駆除数）を指標として設定する。

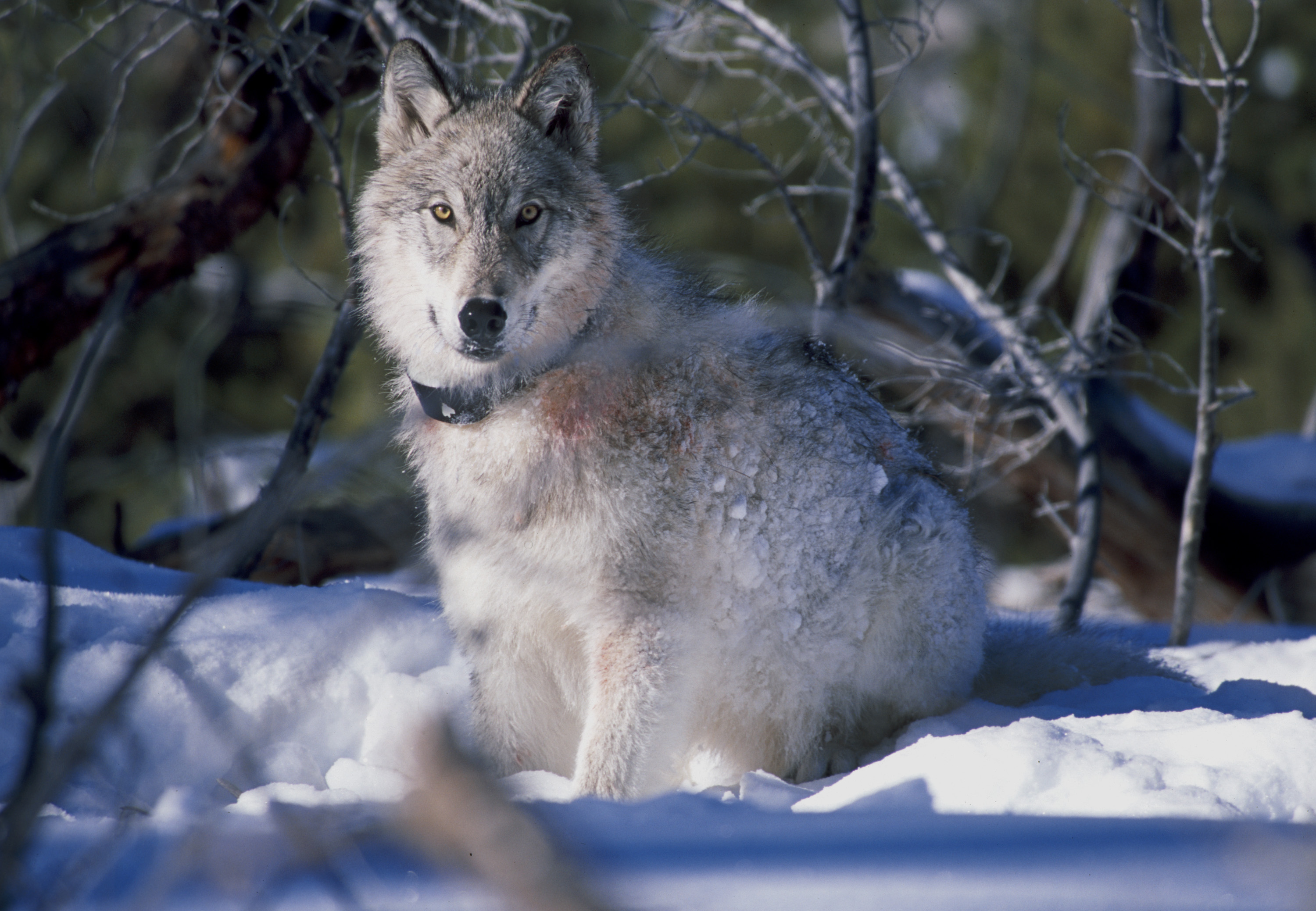
発信機を備え付けた首輪を装着したオオカミ。

野生動物管理の現場では個体識別や計測、捕殺などの目的で野生動物の捕獲が要求される機会が多い。その手法には括り罠、箱罠、囲い罠、ネットガン、ドロップネット、かすみ網、麻酔銃などがあり、さらに生物種によって改良がなされ実に多種多様である。
野生動物の移動や行動圏、生息地利用を調査するためには、VHF発信器やGPS発信器を野生動物個体に装着して離れた場所から位置情報を取得するラジオテレメトリー（電波遠隔測定法）と呼ばれる技術が主に利用される。他には標識、カメラトラップ、痕跡調査などのテレメトリー手法がある。分布や生息地の空間解析にはGISやリモートセンシングといった測量技術が利用される。また、DNA抽出法やPCR法を利用すると、通常のモニタリングでは取得できない遺伝情報を入手でき、詳細な個体解析が可能となる。
野生動物を捕獲したり、やむを得ず殺さなければならない場面では、動物福祉に配慮して可能な限り野生動物に与える苦痛や影響を減らすことが共通の常識となっている。野生動物の人道的な安楽殺には、銃・家畜銃・電気ショック法・二酸化炭素ガス法・麻酔薬の致死量注射などの方法が適宜に選択される。
狩猟は趣味やレクリエーションとしての活動というだけでなく、野生動物管理にとって社会的に重要な役割を担っているとされる。無秩序な狩猟は乱獲となり野生動物を脅かすが、制御された狩猟は野生動物の個体数や行動を調整することができる。したがって、法律や条例によって狩猟可能な動物種や数、時期、場所などは明確に規定されており、ハンターが野生動物管理の人材として登用されることもある。2007年に制定された「狩猟と生物多様性のヨーロッパ憲章」のなかでは、適切な狩猟による生物多様性の保全のための原則と指針が述べられている。

## 管理対象となる野生動物
野生動物管理で対象となる野生動物の範囲は、野生状態で生息する哺乳類・鳥類・爬虫類・両生類・魚類である。また、対象動物は、絶滅の危機に瀕する希少種・人為的に導入された外来種・個体数が増加している普通種の3つに区分することもできる。

### シカ類

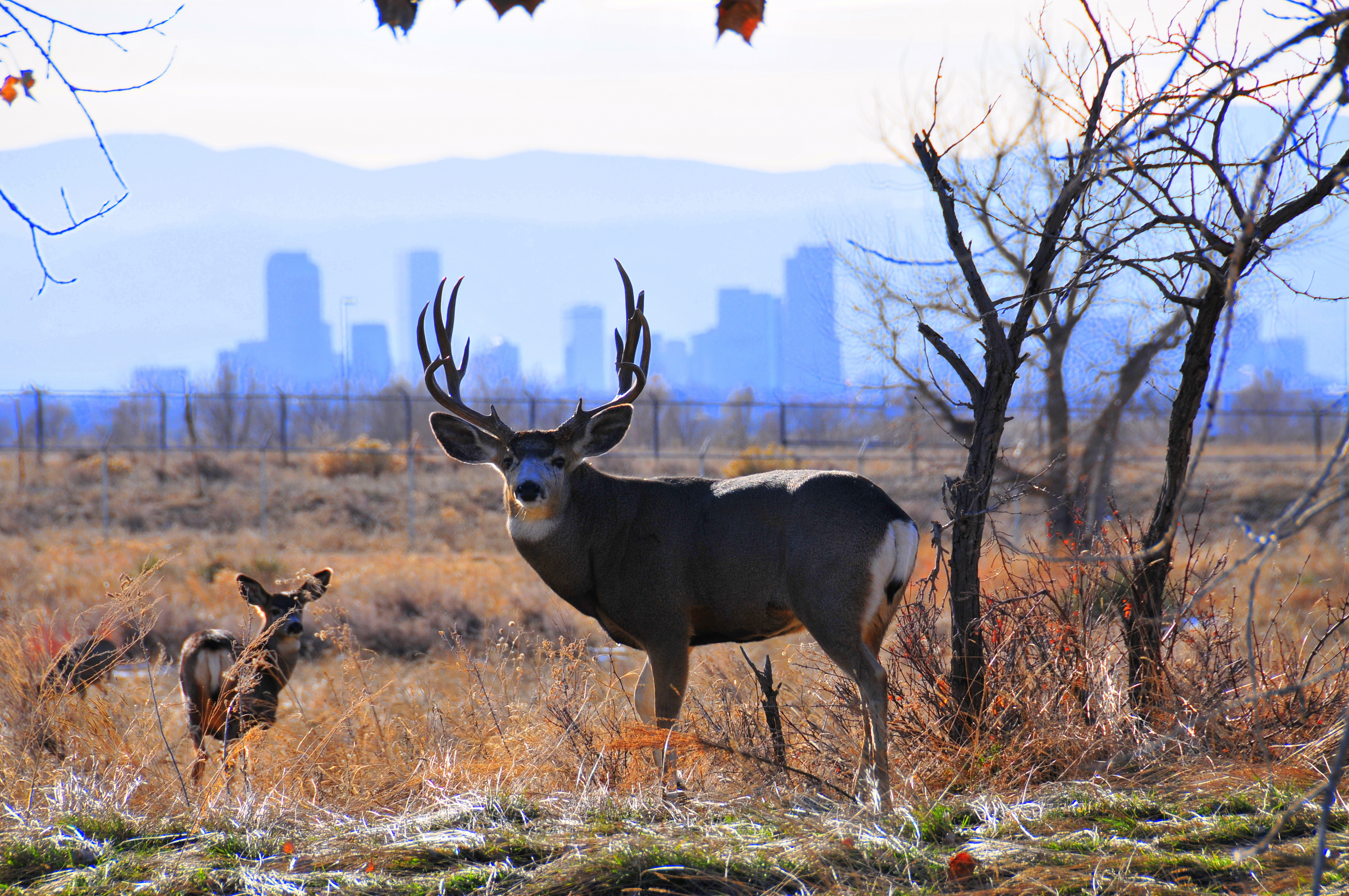
歴史的に個体数がめまぐるしく増減してきたシカ類は、野生動物管理の主要な対象である。

シカ類の個体数は乱獲が原因で著しく激減したが、その後の保護措置や環境の変化で一転して爆発的に増加する現象が起きており世界規模で問題化している。ヨーロッパの国々では、多くの課題を抱えながらもシカを管理するための組織や体制が試行錯誤されている。北海道で策定された道東地域エゾシカ保護管理計画はアジアにおいて初めての科学的な野生動物管理事例といわれている。

### 水産資源
野生動物管理において重要とされる順応的管理の概念は、もともと水産資源の持続的利用から派生したものである。国連海洋法条約により漁獲可能量が定められるなど、水産資源として利用される海洋の野生動物の個体数を国際的に管理する取り組みが広く行われている。しかし、一部の魚種では乱獲や密漁といった過剰な利用が繰り返され個体数が減少し、レッドリストに指定される事態が1990年代や2000年代になっても発生している。
クジラ類は20世紀初めから中頃にかけて大量に乱獲され激減したが、1982年の国際捕鯨委員会による商業捕鯨モラトリアムの採択以降、科学的で持続的な管理が実行されている。一部のクジラについては個体数の回復が確認されたとの報告もある。しかし、クジラやイルカの利用と保護をめぐっては現在も激しい論争が巻き起こっている。

### 書籍
- 日本野生動物医学会、野生生物保護学会（監修）『野生動物の研究と管理技術』鈴木正嗣（編訳）、文永堂、2001年11月10日。ISBN 4-8300-3185-9。
- 羽山伸一『野生動物問題』地人書館、2001年7月。ISBN 978-4805206898。
- 吉田正人『自然保護 その生態学と社会学』地人書館、2007年11月20日。ISBN 978-4-8052-0790-1。
- 三浦慎悟『ワイルドライフ・マネジメント入門 ― 野生動物とどう向き合うか』岩波書店、2008年6月17日。ISBN 978-4-00-007485-8。
- 松田裕之『生態リスク学入門 予防的順応的管理』共立出版、2008年3月15日。ISBN 978-4-320-05667-1。
- 村山 司 編『鯨類学』東海大学出版会、2008年5月20日。ISBN 978-4-486-01733-2。
- 西﨑伸子『抵抗と協働の野生動物保護―アフリカのワイルドライフ・マネージメントの現場から―』昭和堂、2009年2月28日。ISBN 978-4-8122-0907-3。
- 日本自然保護協会『改訂 生態学からみた野生生物の保護と法律 生物多様性保全のために』講談社、2010年11月10日。ISBN 978-4-06-155228-9。
- C. E. Adams and K. J. Lindsey (2010). Urban Wildlife Management Second Edition. CRC Press. ISBN 978-1-4398-0460-5
- ロデリック・F・ナッシュ（著）松野 弘（訳）『自然の権利 環境倫理の文明史』ミネルヴァ書房、2011年4月20日。ISBN 978-4-623-05905-8。
- 伊吾田宏正・上田剛平・鈴木正嗣・山本俊昭・吉田剛司 監訳『野生動物と社会―人間事象からの科学―』文永堂、2011年3月1日。ISBN 978-4-8300-3231-8。
- 羽山伸一・三浦慎悟・梶 光一・鈴木正嗣 編『野生動物管理―理論と技術―』文永堂、2012年5月5日。ISBN 978-4-8300-3241-7。
- N. J. Silvy (ed.) (2012). The Wildlife Techniques Manual: Management 7th edition Volume 2. The Johns Hopkins University Press. ISBN 978-1421401591
- 梶 光一・土屋俊幸 編『野生動物管理システム』東京大学出版会、2014年9月5日。ISBN 978-4-13-060227-3。

### 論文
- 大泰司紀之「ヨーロッパ・北アメリカのワイルドライフ・マネジメント導入の必要性」『哺乳類科学』第32巻第2号、1993年、191-196頁。
- 小平真佐夫「野生動物管理学と保全生物学」『哺乳類科学』第36巻第1号、1996年、129-132頁。
- 鷲谷いづみ「生態系管理における順応的管理」『保全生態学研究』第3巻第2号、1998年、145-166頁。
- S. J. Riley, D. J. Decker, L. H. Carpenter, J. F. Organ, W. F. Siemer, G. F. Mattfeld, G. Parsons (2002). “The essence of wildlife management”. Wildlife Society Bulletin 30 (2):  585-593.
- 佐伯 緑・早稲田宏一「ラジオテレメトリを用いた個体追跡技術とデータ解析法」『哺乳類科学』第46巻第2号、2006年、193-210頁。
- 勝川俊雄「水産資源の順応的管理に関する研究」『日本水産学会誌』第73巻第4号、2007年、656-659頁。
- 石川 創「動物福祉とは何か」『Japanese Society of Zoo and Wildlife Medicine』第15巻第1号、2010年、1-3頁。
- 吉田剛司「自然資源としての野生動物をどうとらえるか」『哺乳類科学』第51巻第1号、2011年、109-111頁。
- 梶光一「野生動物管理の社会基盤の構築」『野生生物と社会』第1巻第2号、2014年、13-16頁。